# Cavatina (Stanley Myers)
Cavatina è un brano musicale composto da Stanley Myers, reso celebre dalla colonna sonora del film Il cacciatore (The Deer Hunter, 1978).

## Il brano
Il brano venne registrato da John Williams, che lo eseguì con la chitarra classica, ancor prima dell'uscita del film che lo rese famoso. Si tratta di una composizione originariamente scritta per pianoforte, ma che, sotto consiglio dello stesso chitarrista australiano, Stanley Myers riscrisse per chitarra, allungandone la durata. 
Il brano venne inizialmente utilizzato come colonna sonora per il film La ragazza con il bastone (The Walking Stick, 1970) e riproposta otto anni dopo nel film Il cacciatore. Nel 1973 Cleo Laine ne scrisse le parole e Cavatina divenne una canzone, He Was Beautiful, accompagnato dalla chitarra di John Christopher Williams.
Grazie al successo dovuto al film del '78, la versione strumentale del brano realizzata da Williams scalò le classifiche musicali inglesi, raggiungendo la Top 20. Altre due versioni di Cavatina raggiunsero la Top 20 nello stesso anno, ovvero la versione cantata, interpretata da Iris Williams, e un'altra versione strumentale, registrata dal gruppo rock The Shadows, con Hank Marvin alla chitarra elettrica, che raggiunse la nona posizione nella classifica dei singoli.
La canzone fu inoltre inserita dal cantante Paul Potts nel suo primo album, One Chance. Si tratta di un arrangiamento in versione gospel, realizzato da Billy Evmur, intitolato Beautiful e inserito nella collezione Dove On A Distant Oak Tree.
Un'altra versione vocale, con parole diverse da quelle di Cleo Laine, fu registrata da Vince Hill e fa parte della compilation The Ember Records Story Vol. 2 (1960-1979).
Il brano compare inoltre in uno degli episodi di Battlestar Galactica, Un nemico da abbattere (Scar, 2006) ed utilizzata per accompagnare "The Gallery" in un popolare programma inglese per bambini, Hart Beat, nella metà degli anni ottanta.
Il brano è poi utilizzato anche nella colonna sonora del film Jarhead del 2005.